# 陣馬山
陣馬山（じんばさん）は、東京都八王子市と神奈川県相模原市緑区との境界にある標高854.8mの山である。従来は陣場山の字が使われた。

## 概要
関東山地（秩父山地）の東縁に位置する山で、広く平坦な頂上のため陣馬高原とも呼ばれる。東京都立高尾陣場自然公園、および神奈川県立陣馬相模湖自然公園に指定されており、関東の富士見百景、多摩百山、かながわの景勝50選および八王子八十八景に選ばれている。また奥高尾縦走路、桜の名所の山としても知られる。
日本経済新聞がYAMAPを使用して集計した「2023年に登頂回数が多かった山」ランキングでは、全国10位を記録する登山者に人気の高い山である。
名前の由来は、北条氏の滝山城を攻めた武田氏が陣を張った「陣場」説、カヤ刈場であったことから「茅（チガヤ）場」から音が変化したとの説、馬の陣を張ったことから「陣馬」の文字が使われた説とがある。
1960年代後半に京王帝都電鉄（現：京王電鉄）が、観光地として売り出すために山頂に白馬の像を建てて象徴化した。
山頂にトイレはあるが水場は無い。売店は信玄茶屋、富士見茶屋、清水茶屋がある。売店の営業時間は9時頃 - 夕方で、平日の営業縮小・定休日・冬期休業などがある。

## アクセス
- JR中央本線・京王電鉄京王高尾線・高尾駅北口より西東京バス「[霊園32] 陣馬高原下」行で終点「陣馬高原下」下車（37分）、登り1時間20分・下り1時間[2]。混雑時は「夕焼小焼」まで止まらない急行バスが増発される。
- JR中央本線藤野駅より津久井神奈交バス「[野08] 和田」行で
  - 「陣馬登山口」下車（5分）、一ノ尾根、登り1時間40分・下り1時間20分[2]。
  - 「陣馬登山口」下車（5分）、栃谷尾根、登り1時間40分・下り1時間10分[2]。
  - 終点「和田」下車（14分）、和田尾根、登り1時間30分・下り55分[2]。
- 和田峠より登り30分・下り20分[2]。
- 京王高尾線高尾山口駅より高尾山・景信山経由で行き5時間40分・帰り5時間5分[2]（6号路もしくは稲荷山コース経由の場合）。

陣馬高原下もしくは陣馬登山口（一ノ尾根）から登る人が多い。陣馬高原下バス停の方がバスの本数が多く、陣馬登山口（一ノ尾根）の方が勾配が緩い。
2006年11月までの春・秋の日曜・祝日には、京王電鉄京王線京王八王子駅・JR中央本線八王子駅北口より西東京バスの「夕やけ小やけ号」が陣馬高原下まで運行していた。

## 画像

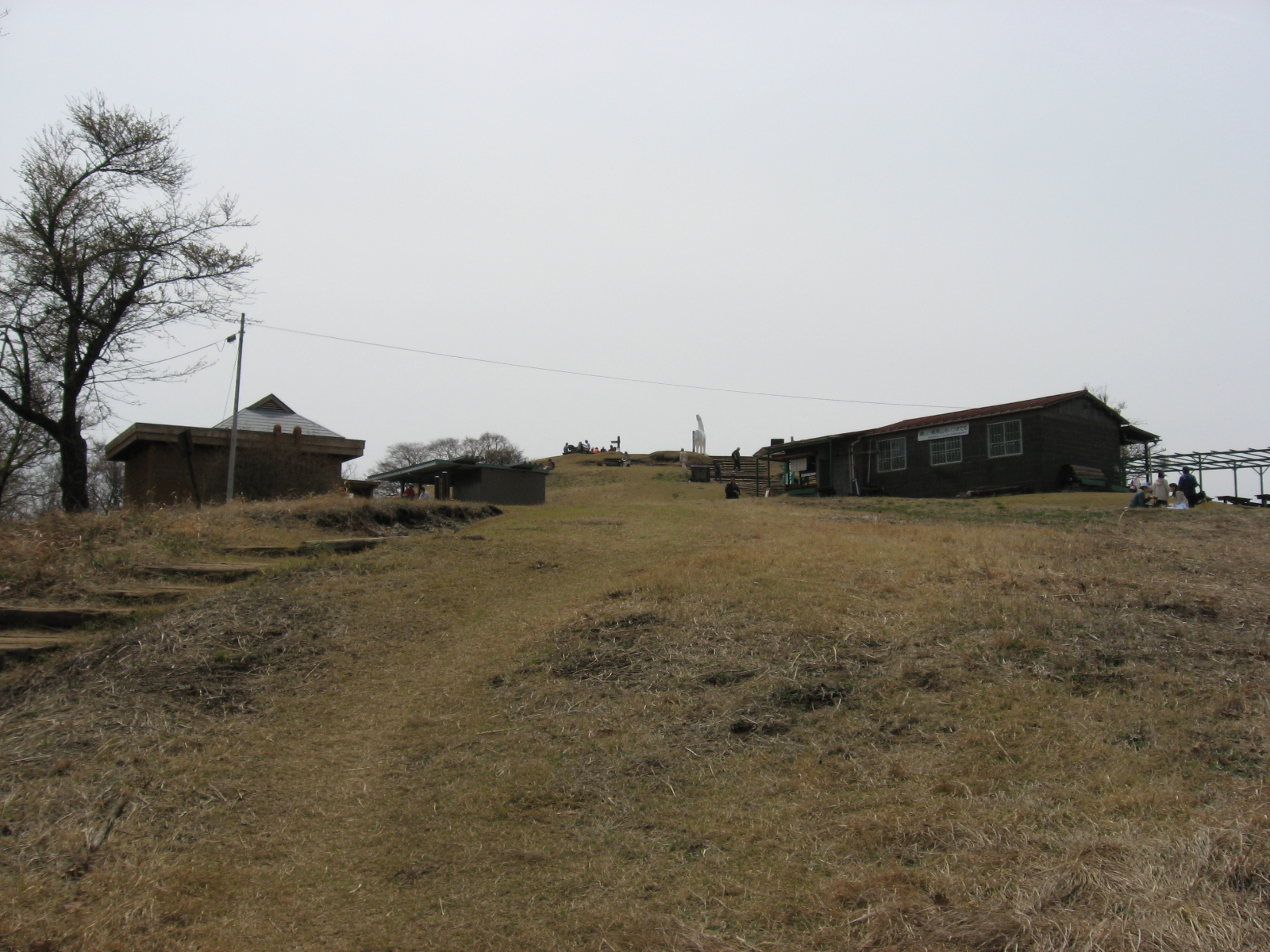
広々とした陣馬山の山頂
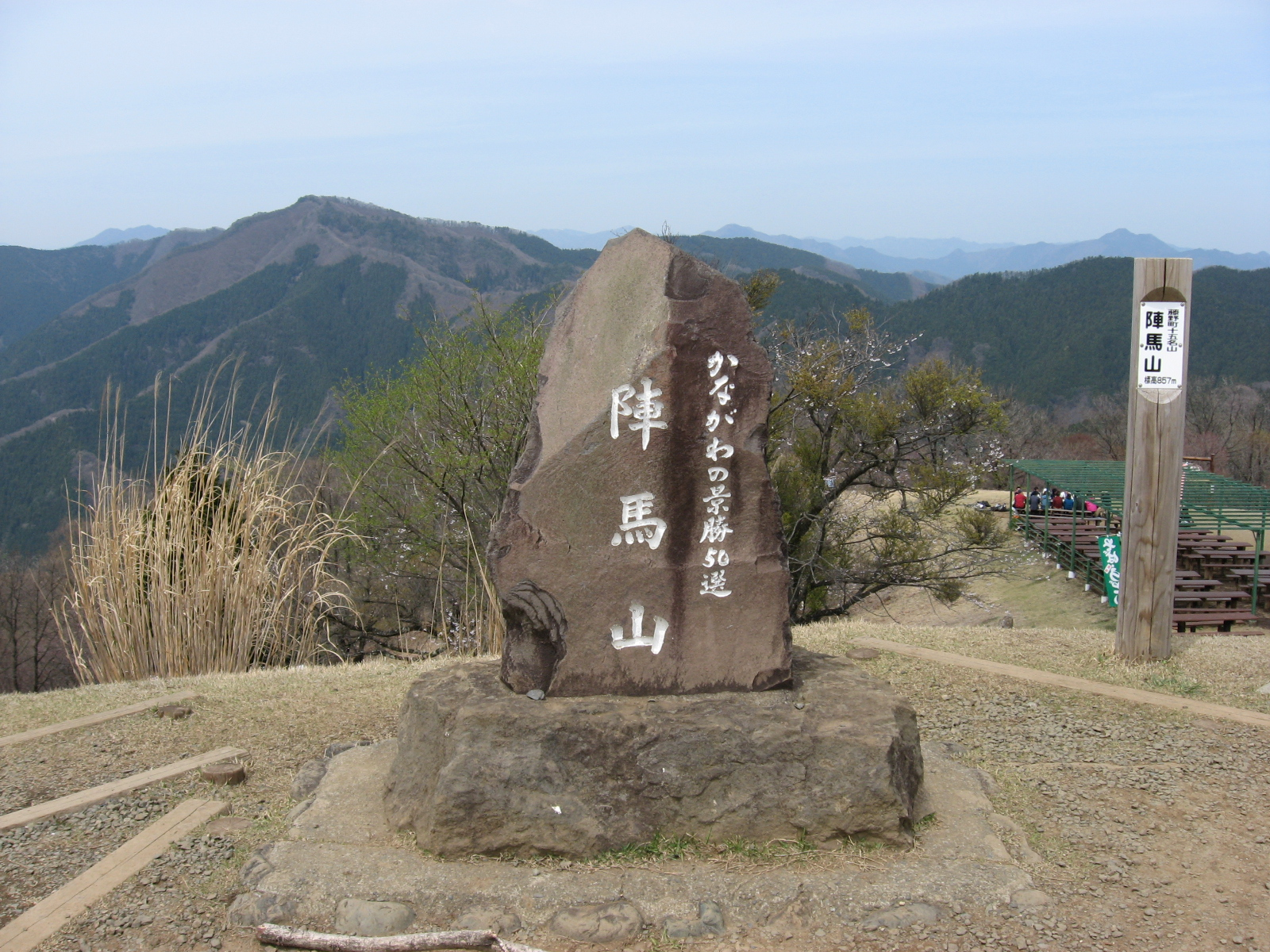
かながわの景勝50選の碑
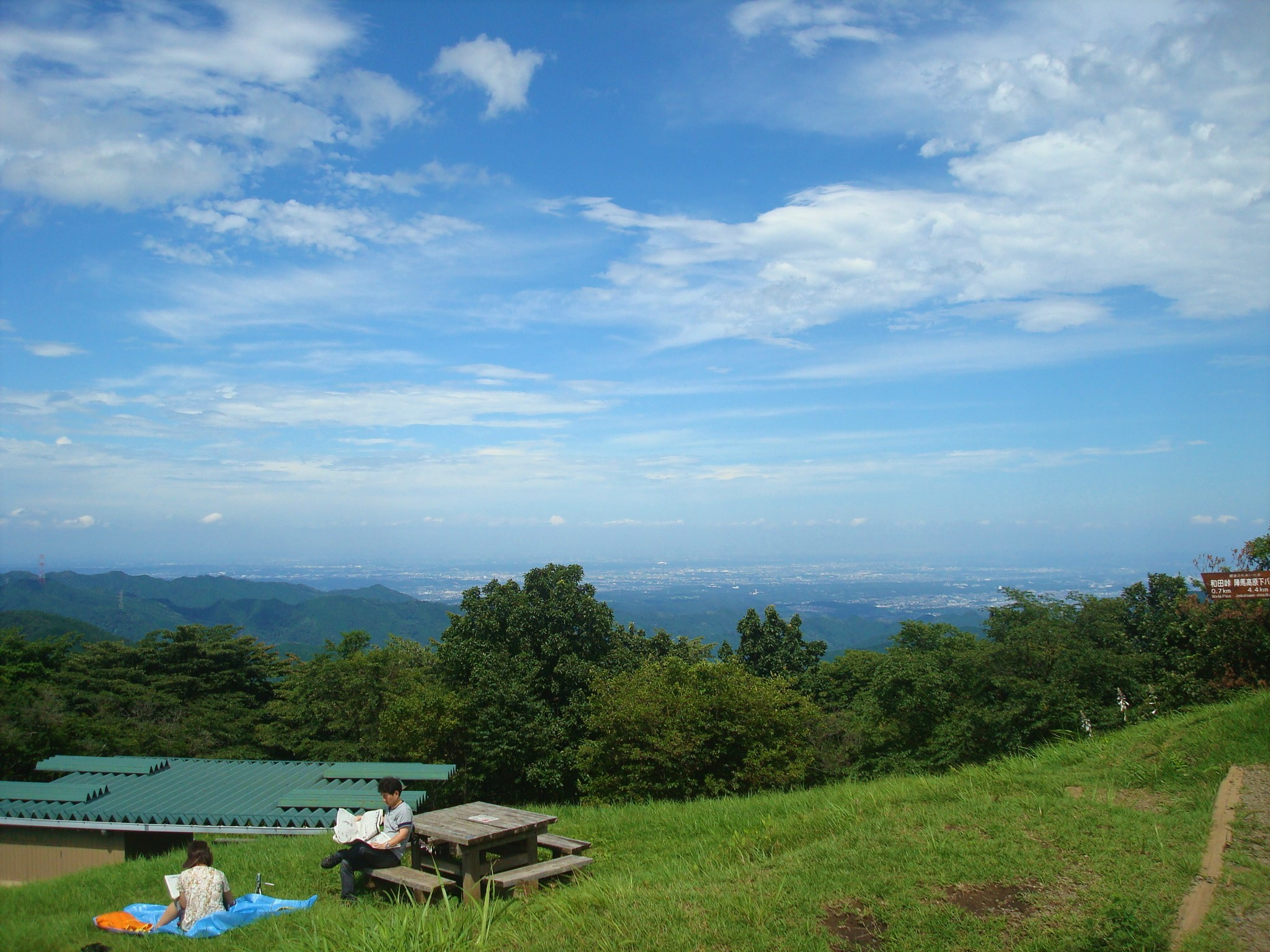
陣馬山から東京方面の景色
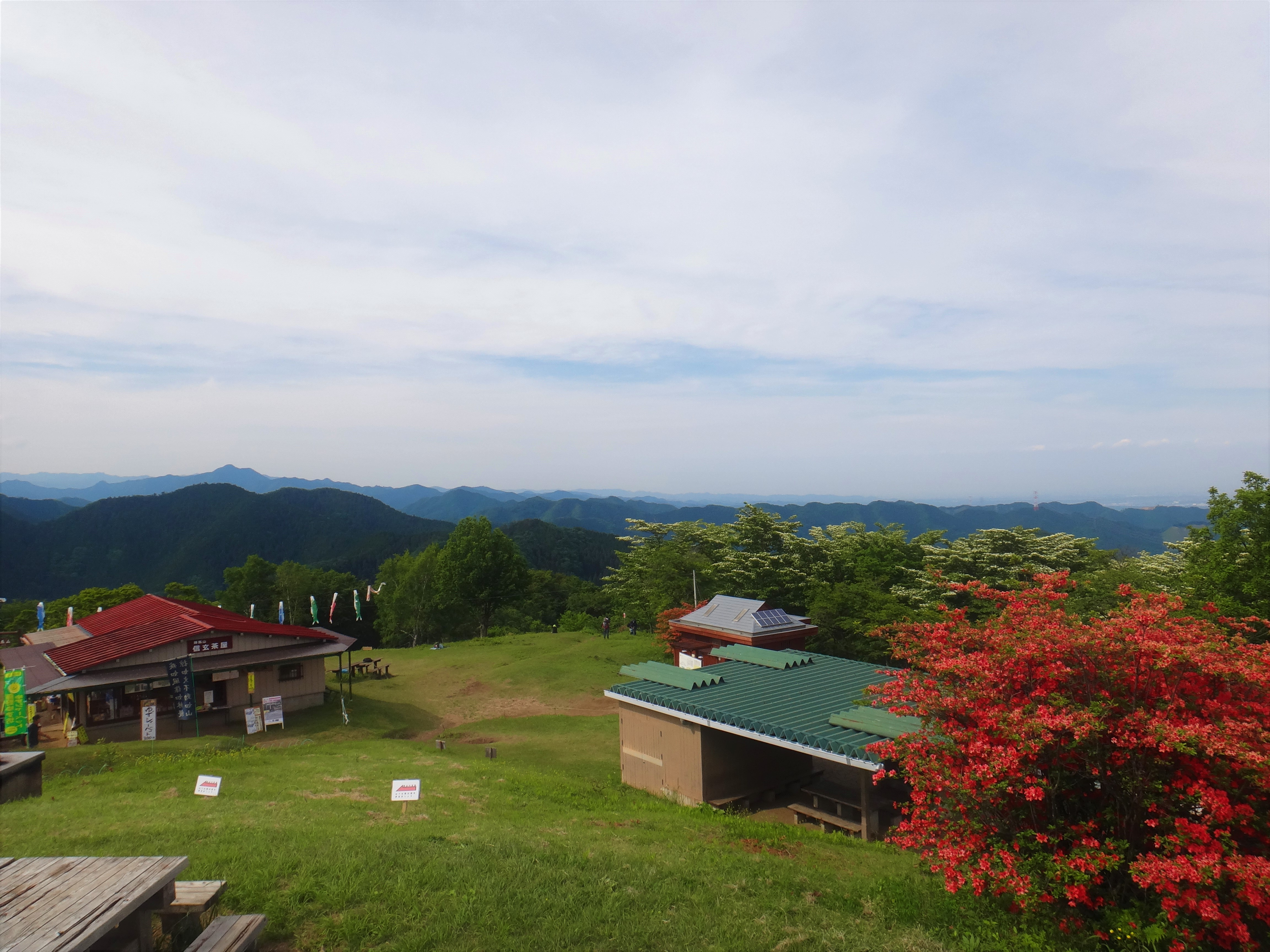
ヤマツツジ咲く陣馬山
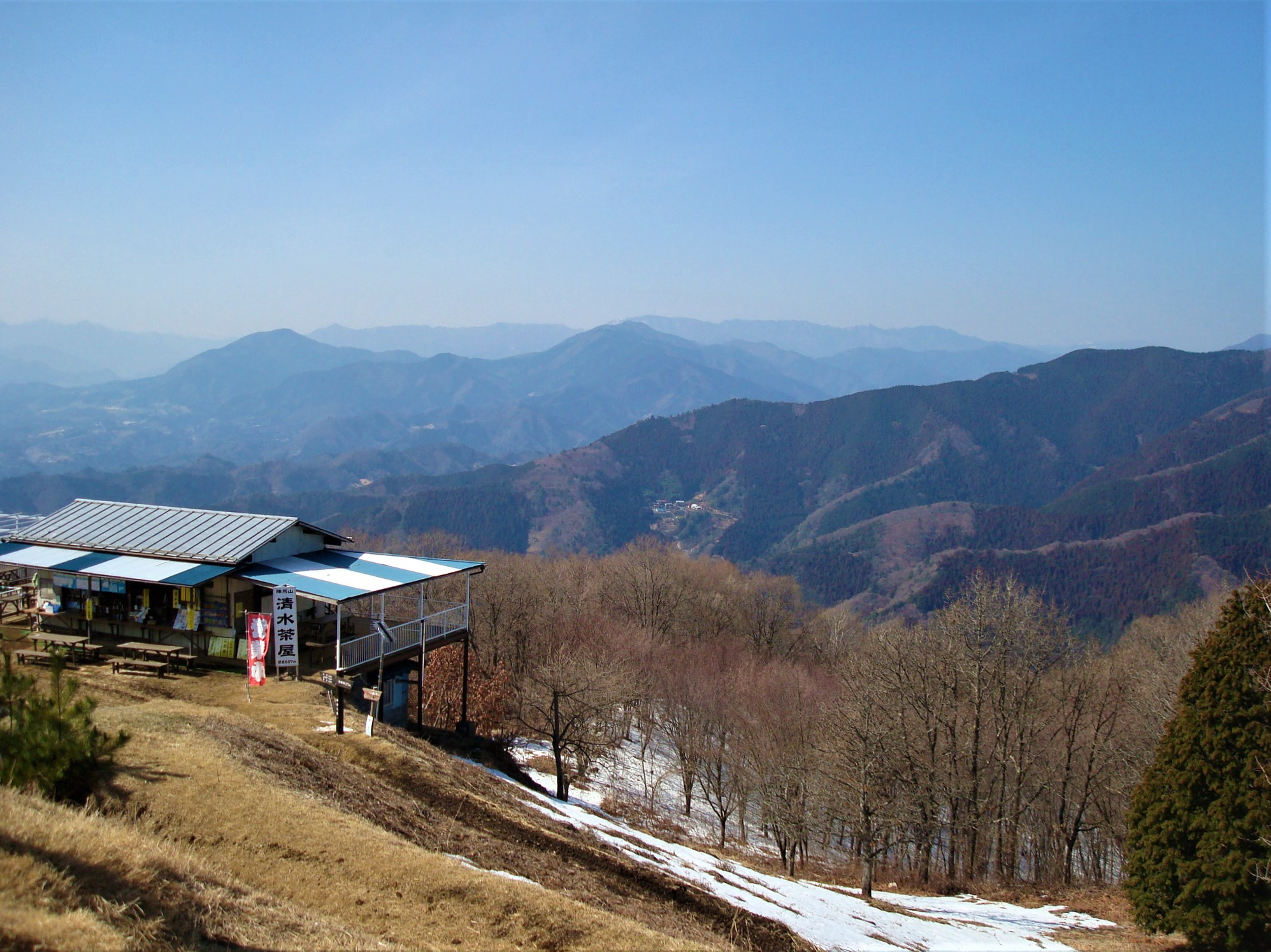
冬の陣馬山
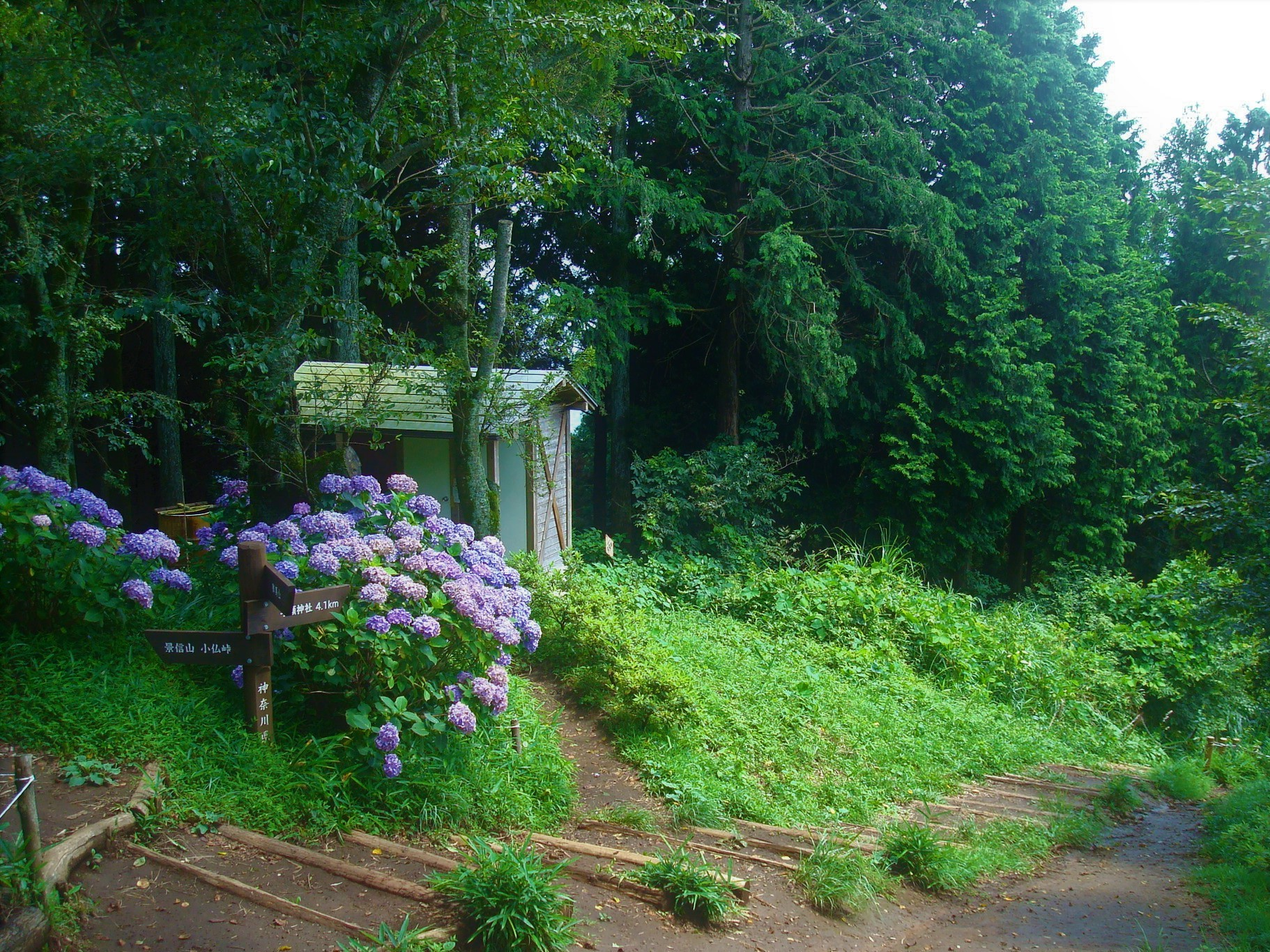
明王峠の紫陽花
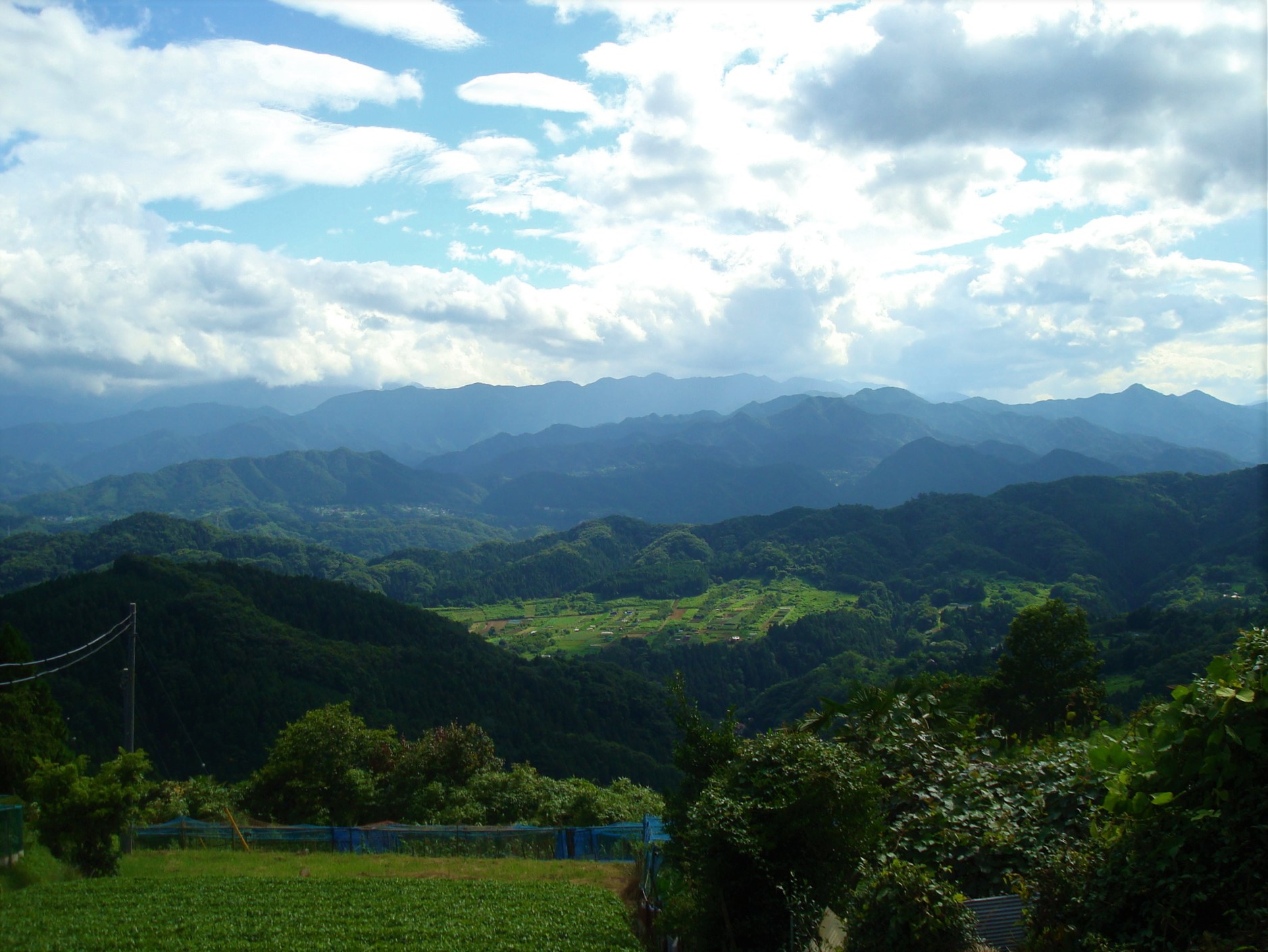
栃谷尾根からの風景

## 隣接する山
- 醍醐丸（867 m） - 八王子市の最高地点である。
- 景信山（727.1 m） - 茶店の裏手に迂回路がある

## 周辺の山など
- 笹尾根縦走路 - 三頭山、「東京都檜原都民の森」登山口につながる。
  - 熊倉山 （966 m）
  - 三国山（960 m）
  - 生藤山（990.3 m）
  - 連行峰（1,016 m）
  - 茅丸[3]（藤野町最高峰1019 m）-  別名は茅丸山
  - 醍醐丸（867 m） - 八王子市の最高地点である。
  - 和田峠
- 奥高尾縦走路（吊尾根）
  - 市道山（795.1 m）
  - 今熊山（505.7 m）
  - 臼杵山（842.1 m）
  - 刈寄山（687 m）

## 参照
1. ↑  低山人気を「宝の山」に『日本経済新聞』2024年（令和6年）2月10日土曜版1面
2. 1 2 3 4 5 6  山と高原地図 27.高尾・陣馬 2013
3. ↑  “藤野15名山” (pdf).   相模原市観光協会 (2018年1月8日). 2023年6月17日閲覧。